# 파울 게오르크 폰 묄렌도르프
파울 게오르크 폰 묄렌도르프(독일어: Paul Georg von Möllendorff, 1847년 ~ 1901년) 혹은 한국이름 목인덕(穆麟德)은 독일 출신의 외교관 겸 언어학자로 귀족 출신이며 조선에서 외교 고문으로 활동한 전력으로 널리 알려진 인물이다.
또한 언어학자로서 그는 만주어를 라틴문자로 전사하는 방법인 묄렌도르프 표기법을 창안하기도 했다.

## 초기
프로이센 왕국의 체데니크의 지방(Province)에서 태어났다. 그는 귀족 후예로 하인이 몇 명 있었다. 할레 대학교에서 동양어와 법률을 배우고, 청나라 주재 독일 영사관에 근무하였다. 그는 톈진(天津)에 머물면서 지방관이었던 이홍장을 알게 되는데, 이홍장은 당시 북부 항구들의 교역에 대한 책임을 맡고 있었고 중국의 대외관계를 담당했었다.
1882년(고종 19년) 조미수호통상조약을 체결한 후, 조선이 언어에 능통하고 국제적인 경험이 있는 전문가를 요청했을 때, 청나라 이홍장의 추천으로 조선의 통리아문 협판이 되어 외교와 세관 업무를 담당하였다. 이홍장은 이 독일인을 조선에 파견하여 한반도에서의 일본의 영향력을 줄이기를 희망했는데, 당시 청나라는 1882년 서울에서 일어난 임오군란에 개입함으로써 일본의 영향력을 축소시킬 수 있었다.

## 조선에서의 업무
묄렌도르프가 1882년에 말을 타고 서울에 들어왔을 때, 많은 사람들은 이 외국인에 대해 놀라움을 표시했었다. 그는 1882년 12월 26일에 고종황제를 알현했으며, 조선에 신설된 외교부서에 바로 그 날 임명되었다. 그곳에서 그는 참판직함을 갖고 세수와 항구관리 부서를 이끌었다. 이제 그는 조선의 관복을 입었으며 목참판이라고 불리었다.
파울 게오르그 폰 묄렌도르프는 조선의 외교관으로서 한국에 체류하는 동안 모든 중요한 외교정책 결정에 참여했다. 이미 그는 1883년 일년 전에 체결된 조미수호통상조약의 문서를 비준하는데 도움을 줄 수 있었다. 후에 그는 조선이 독일제국(조독수호통상조약), 영국(조영통상조약), 러시아(한로수호통상조약), 이탈리아(한이수호통상조약) 등과 통상.우호조약 등을 체결하는데 조선의 입장에 서서 결정적인 공헌을 했다.
결국 주톈진 독일영사였던 뮐렌도르프는 이후 청국 재상 이홍장의 천거로 1883년말부터 1885년까지 조선왕국의 외무협판(차관급)으로 임명되어 대서양 외교정책 수립을 담당하게 되었다. 조선에서 처음으로 통역관의 필요성을 제기해 통역관 육성을 위한 1883년 동문학 설립에 영향을 끼쳤고, 조선해관장직을 맡으며 국내정치에도 상당한 영향력을 가졌다. 아울러 조선에 근대 조폐시설인 전환국을 처음으로 도입했다. 그러나 임오군란 사후 처리 비용과 개화정책 추진에 따른 재정 수요에 대처하는 방안에서 당오전(當五錢)을 추진하여 김옥균으로부터 “당오전과 같은 악화(惡貨)를 주조하면 재정위기가 타개되지 못할 뿐 아니라 오히려 재정파탄을 초래할 것이니, 일본으로부터 300만원의 차관을 얻는 것이 유리하다(『승정원일기』1883년 4월 11일조).”라고 비난 받기도 했다. 결국 이 당오전 주조에 의한 인플레이션은 갑신정변의 한 빌미가 되었다.
1884년 갑신정변 때 수구파에 협조하여 독립당과 반목하였으며, 1885년 1월, 조선은 일본과 한성조약을 체결해 갑신정변 기간 동안 일본 공관이 불타고 다수의 일본인이 희생당한 것에 대한 배상으로 배상금 10만 엔과 공관 수리비 2만 엔을 지급하며, 국서를 통해 사의를 표명하기로 합의했다. 다음 달 묄렌도르프는 사죄를 위한 사절의 부사에 임명돼 정사 서상우와 함께 일본으로 파견되었다. 일본으로 떠나기 전 묄렌도르프는 조선 국왕을 설득해 일본 주재 러시아 공사와 협상할 전권을 얻었다.

## 조러밀약
묄렌도르프는 도쿄에서 일본 주재 러시아 공사 알렉산드르 다비도프(Alexandre P.Davydow)와 만나 청국과 일본이 조약을 체결해 양국 군대가 조선에서 철수하면 그 틈을 이용해 러시아는 조선 군대의 훈련 교관으로 장교 4명과 부사관 16명을 파견하고, 조선은 그 대가로 영흥만을 러시아에 조차할 것을 합의했다. 소위 ‘제1차 조·러 밀약’을 체결한 것이다. 러시아 세력을 끌어들인다는 것은 지금까지 청국이 하던 역할을 러시아로 대체하는 것으로 조선으로서는 그다지 달라질 것이 없는 상황이었지만 당시에는 청국의 간섭이 너무 심했기 때문에 러시아로 대체하는 것만으로도 의미가 있었다.
제1차 조·러 밀약은 청국을 비롯해 일본, 영국 등 여러 국가의 반발을 불러 일으켰다. 아프가니스탄에서 러시아와 교전중이던 영국은 거문도를 불법 점거하고, 일본 주재 러시아 공사관 서기관 스페에르는 묄렌도르프와 맺은 밀약을 정식으로 체결하기 위해 조선을 찾았다. 하지만 영국, 청국, 일본으로부터 협공을 받은 조선 정부는 협약 조인을 거부했다. 그럼에도 불구하고 영국, 청국, 일본 신문들은 묄렌도르프가 러시아에 매수되었으며, 해관을 방만하게 운영하고, 독일인만 우대하고 있다고 일제히 비난했다. 이에 고종은 톈진으로 사신을 보내 이훙장에게 러시아와 밀약을 맺은 경위를 해명하고, 모든 책임을 묄렌도르프에게 떠넘겨 묄렌도르프의 해임과 청국으로 소환을 요청했다. 조선을 위한다고 한 묄렌도르프의 행동이 결국은 본인에게 파국을 초래한 것이다.
이에 묄렌도르프는 통리교섭통상사무아문 협판, 해관 총세무사, 전환국 총판에서 차례로 해임되고, 2년 10개월 동안의 짧은 조선 관리 생활을 청산하고 야인으로 돌아갔다. 묄렌도르프가 전환국 총판에서 해임되기 하루 전, 러시아 정부는 그에게 훈장을 수여했다. 청국을 배신하고 러시아와 밀약을 체결한 대가로 묄렌도르프는 모든 것을 다 잃고, 훈장 하나를 얻은 셈이었다.
조선에서 해임된 후 톈진으로 소환된 묄렌도르프는 이홍장과 면담에서 자신은 영국의 농간에 억울한 누명을 썼을 뿐이라고 하소연했다. 그리고 조선으로 돌아가기 위해 백방으로 노력했지만, 결국 돌아가지 못하고 이훙장의 막료, 청국 해관 세무사 등으로 일하다가, 1901년 4월 20일에 닝보(寧波)에서 세상을 떠났다.

## 주요 저작
- (with Otto Franz von Möllendorff.) Manual of Chinese Bibliography, Being a List of Works and Essays Relating to China. Shanghai, London: Kelly & Walsh, Trübner & co., 1876.
- "Essay on Manchu Literature." Journal of the North China Branch of the Royal Asiatic Society 24, no. 113 (1889-90): 1-45.
- A Manchu Grammar: With Analysed Texts. Shanghai, 1892.
- "Die Juden in China." In Monatsschrift für Geschichte und Wissenschaft des Judentums. (1895): 327-331
- Ningpo Colloquial Handbook. Shanghai: American Presbyterian Mission Press, 1910.

## 묄렌도르프를 연기한 배우
- 이참
  - 1995년 (찬란한 여명) KBS 드라마
  - 2001년 (명성황후) KBS 드라마

## 참고 자료
- 이 문서에는 다음커뮤니케이션(현 카카오)에서 GFDL 또는 CC-SA 라이선스로 배포한 글로벌 세계대백과사전의 내용을 기초로 작성된 글이 포함되어 있습니다.